# Sofia Elisabetta di Schleswig-Holstein

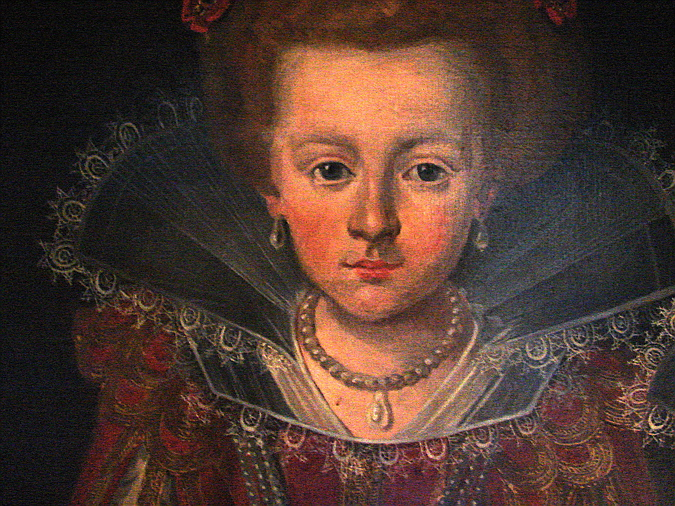
Sophie Elisabeth

Sofia Elisabetta di Schleswig-Holstein (Skanderborg, 20 settembre 1619 – Boller, 24 aprile 1657) è stata una contessa danese.

## Biografia
Era figlia del re Cristiano IV di Danimarca e della seconda moglie Kirsten Munk.
Il matrimonio dei suoi genitori avvenne morganaticamente pertanto sia lei che i nove fratelli non potevano vantare il titolo di principi ma poterono portare quello di "conti di Schleswig-Holstein".
Promessa in sposa a solo un anno, sposò nel 1634 Christian Pentz, conte di Pentz e Neudorf.
Legata alla madre, andò spesso a farle visita durante il suo arresto domiciliare. Le sue visite spinsero anzi il re a prolungarne la prigionia. Insieme alla sorella Leonora Cristina entrò in conflitto con la famiglia reale e nel 1654 portò con sé presso la corte svedese il figlio della sorella.
Fece ritorno in Danimarca nel 1656.

## Ascendenza
|                                        |   |                                   | Genitori                           |  |  | Nonni |  |  | Bisnonni                   |  |  | Trisnonni               |  |
|                                        |   |                                   |                                    |  |  |       |  |  | Cristiano III di Danimarca |  |  | Federico I di Danimarca |  |
|                                        |   |                                   |                                    |  |  |       |  |  | Cristiano III di Danimarca |  |  | Federico I di Danimarca |  |
|                                        |   | Anna del Brandeburgo              |                                    |  |  |       |  |  | Cristiano III di Danimarca |  |  |                         |  |
| Federico II di Danimarca               |   |                                   |                                    |  |  |       |  |  | Cristiano III di Danimarca |  |  |                         |  |
|                                        |   | Dorotea di Sassonia-Lauenburg     | Magnus I di Sassonia-Lauenburg     |  |  |       |  |  |                            |  |  |                         |  |
|                                        |   | Dorotea di Sassonia-Lauenburg     | Magnus I di Sassonia-Lauenburg     |  |  |       |  |  |                            |  |  |                         |  |
|                                        |   | Dorotea di Sassonia-Lauenburg     | Caterina di Braunschweig-Lüneburg  |  |  |       |  |  |                            |  |  |                         |  |
| Cristiano IV di Danimarca              |   | Dorotea di Sassonia-Lauenburg     |                                    |  |  |       |  |  |                            |  |  |                         |  |
|                                        |   | Ulrico III di Meclemburgo-Güstrow | Alberto VII di Meclemburgo-Güstrow |  |  |       |  |  |                            |  |  |                         |  |
|                                        |   | Ulrico III di Meclemburgo-Güstrow | Alberto VII di Meclemburgo-Güstrow |  |  |       |  |  |                            |  |  |                         |  |
|                                        |   | Ulrico III di Meclemburgo-Güstrow | Anna di Brandeburgo                |  |  |       |  |  |                            |  |  |                         |  |
| Sofia di Meclemburgo-Güstrow           |   | Ulrico III di Meclemburgo-Güstrow |                                    |  |  |       |  |  |                            |  |  |                         |  |
|                                        |   | Elisabetta di Danimarca           | Federico I di Danimarca            |  |  |       |  |  |                            |  |  |                         |  |
|                                        |   | Elisabetta di Danimarca           | Federico I di Danimarca            |  |  |       |  |  |                            |  |  |                         |  |
|                                        |   | Elisabetta di Danimarca           | Sofia di Pomerania                 |  |  |       |  |  |                            |  |  |                         |  |
| Sofia Elisabetta di Schleswig-Holstein |   | Elisabetta di Danimarca           |                                    |  |  |       |  |  |                            |  |  |                         |  |
|                                        | … | …                                 |                                    |  |  |       |  |  |                            |  |  |                         |  |
|                                        | … | …                                 |                                    |  |  |       |  |  |                            |  |  |                         |  |
|                                        | … | …                                 |                                    |  |  |       |  |  |                            |  |  |                         |  |
| Ludwig Munk                            | … |                                   |                                    |  |  |       |  |  |                            |  |  |                         |  |
|                                        |   | …                                 | …                                  |  |  |       |  |  |                            |  |  |                         |  |
|                                        |   | …                                 | …                                  |  |  |       |  |  |                            |  |  |                         |  |
|                                        |   | …                                 | …                                  |  |  |       |  |  |                            |  |  |                         |  |
| Kirsten Munk                           |   | …                                 |                                    |  |  |       |  |  |                            |  |  |                         |  |
|                                        |   | …                                 | …                                  |  |  |       |  |  |                            |  |  |                         |  |
|                                        |   | …                                 | …                                  |  |  |       |  |  |                            |  |  |                         |  |
|                                        |   | …                                 | …                                  |  |  |       |  |  |                            |  |  |                         |  |
| Ellen Marsvin                          |   | …                                 |                                    |  |  |       |  |  |                            |  |  |                         |  |
|                                        |   | …                                 | …                                  |  |  |       |  |  |                            |  |  |                         |  |
|                                        |   | …                                 | …                                  |  |  |       |  |  |                            |  |  |                         |  |
|                                        |   | …                                 | …                                  |  |  |       |  |  |                            |  |  |                         |  |
|                                        |   | …                                 |                                    |  |  |       |  |  |                            |  |  |                         |  |